# Фитцнер, Рудольф
Рудольф Фитцнер (нем. Rudolf Fitzner; 4 мая 1868, Эрнстбрунн — 2 февраля 1934, Максглан, ныне в составе Зальцбурга) — австрийский скрипач.
С 14-летнего возраста учился в Венской консерватории у Якоба Грюна, занимался также композицией под руководством Антона Брукнера. С 1890 г. концертмейстер Морского оркестра в Пуле.
В 1894 году основал в Вене струнный квартет, действовавший в различных составах более трёх десятилетий. В разное время в коллективе играли Ярослав Черни, Макс Вайсгербер и Теодор Хесс (вторая скрипка), Отто Церт, Франц Конвичный и Генрих Грезер (альт), Фридрих Буксбаум, Антон Вальтер и Хуго Крейслер (виолончель). Творческое сотрудничество связывало квартет Фитцнера со многими композиторами-современниками — в частности, с Эрнстом фон Донаньи: музыканты впервые исполнили ряд его сочинений, в том числе фортепианный квинтет (1898) с участием автора.
В 1911 г. получил почётное звание придворного музыканта царя Болгарии Фердинанда I.
Умер в психиатрической лечебнице после года болезни.